# Luigi Tripepi
Luigi Tripepi (21 de junho de 1836 - 29 de dezembro de 1906) foi um cardeal e poeta católico romano italiano. Ele foi um dos mais importantes apologistas católicos romanos do século XIX.

## Biografia
Ele nasceu em Cardeto , uma pequena cidade na província de Reggio Calabria , no sul da Itália.
Ele estudou no seminário local e logo se tornou famoso por suas habilidades em diferentes disciplinas: latim, grego, teologia , história , teologia moral e dogmática . Ele se mudou para Roma para um estudo mais aprofundado e em 1864, foi ordenado sacerdote . Ele permaneceu em Roma por mais de 40 anos, até sua morte em 1906. Ele escreveu cerca de 200 trabalhos em diferentes idiomas sobre uma ampla gama de tópicos, incluindo: teologia, história eclesiástica , apologética , bem como poesia em grego, latim e italiano.
Originalmente um jesuíta , ele deixou a ordem em 1865 e foi posteriormente nomeado para uma série de posições importantes na Igreja. Em 1868, foi nomeado secretário particular e beneficiário da basílica patriarcal de Latrão . Em 1878 foi nomeado cônego de San Lorenzo em Damaso , Roma e, no ano seguinte, da basílica de San Giovanni in Laterano . Em 1885 ele foi nomeado canon de São Pedro . Suas nomeações seguintes incluem: referendo prelado do Supremo Tribunal da Assinatura Apostólica (1883); secretário da Comissão de Estudos Históricos (1884); prefeito do arquivo da Santa Sé (1892); secretárioda Congregação dos Ritos (1894); Substituto da Secretaria de Estado (1896). Ele foi criado e proclamado cardeal-diácono de Santa Maria in Domnica pelo Papa Leão XIII em 15 de abril de 1901. Mais tarde ele também foi prefeito do SC Indulgências e Sagrada Relíquias, presidente da Academia da Religião Católica e pró-prefeito do SC Ritos.
Tripepi morreu em Roma em 1906. Ele foi enterrado na capela do capítulo da Basílica do Vaticano no Cemitério Campo Verano, em Roma. Em outubro de 1993, seus restos mortais foram transferidos para Mallemace, perto de Cardeto, e colocados em um pequeno mausoléu em sua homenagem e construíram perto de um famoso santuário dedicado à Madre de Jesus, Madonna Assunta di Mallemace, a quem ele era dedicado desde a infância.

## Link Externo
- A portrait of the Cardinal
- An interesting work related to the Cardinal